# Квінт Квінкцій Цинціннат (військовий трибун з консульською владою 369 року до н. е.)
Квінт Кві́нкцій Цинцінна́т (лат. Quintus Quinctius Cincinnatus;? — після 369 до н. е.) — політичний і військовий діяч Римської республіки, військовий трибун з консульською владою 369 року до н. е.

## Життєпис
Походив з патриціанського роду Квінкціїв. Про нього збереглося мало відомостей. 
369 року до н. е. його було обрано військовим трибуном з консульською владою разом з Квінтом Сервілієм Фіденатом, Марком Корнелієм Малугіненом, Гаєм Ветурієм Крассом Цікуріном, Авлом Корнелієм Коссом, Марком Фабієм Амбустом. На цій посаді сприяв замиренню патриціїв та плебеїв. Зрештою було підтримано закон Секстілія—Ліцинія стосовно дозволу плебеям займати консульську посаду.
Про подальшу долю Квінта Квінкція відомостей не збереглося.